# Richard Hill, 7. Baron Sandys
Richard Michael Oliver Hill, 7. Baron Sandys, DL (* 21. Juli 1931; † 11. Februar 2013) war ein britischer Adliger und konservativer Politiker.
Er war der Sohn von Arthur FitzGerald Sandys Hill, 6. Baron Sandys und dessen Gattin Cynthia Mary Trench-Gascoigne. Er besuchte das Britannia Royal Naval College in Dartmouth. Von 1950 bis 1955 diente er als Offizier der Royal Scots Greys in der British Army und erreichte dort den Rang eines Lieutenant. Danach arbeitete er als Privatsekretär des anglikanischen Bischofs von Jerusalem und für die Hilfsorganisation Oxfam. Als sein Vater 1961 bei einem Verkehrsunfall ums Leben kam, erbte er dessen Adelstitel Baron Sandys, den damit verbundenen Sitz im britischen Oberhaus und großen Landbesitz in der Nähe von Ombersley in Worcestershire.
1968 war er der Deputy Lieutenant von Worcestershire. 1974 war er zunächst der parlamentarische Geschäftsführer (Chief Whip) der Regierung von Premierminister Edward Heath und danach von 1974 bis 1979 der parlamentarische Geschäftsführer der Opposition im Oberhaus. Von 1979 bis 1982 war er der Captain of the Yeomen of the Guard und damit der stellvertretende parlamentarische Geschäftsführer (Deputy Chief Whip) seiner Partei im Oberhaus. 1999 verlor er durch die Oberhausreform seinen erblichen Parlamentssitz.
Richard Hill war seit 1961 mit Patricia Hill verheiratet. Da das Paar keine Kinder hatte, fiel der Titel des Baron Sandys bei seinem Tod 2013 nun an seinen Urgroßneffen 4. Grades, Nicholas Wills Hill, 9. Marquess of Downshire.